# Euphaedra variegata
Euphaedra variegata är en fjärilsart som beskrevs av Aurivillius 1912. Euphaedra variegata ingår i släktet Euphaedra och familjen praktfjärilar. Inga underarter finns listade i Catalogue of Life.